# 辺室山
辺室山（へんむろやま）は、丹沢山地の東部に位置する標高644.3mの山である。神奈川県愛甲郡清川村にあり、神奈川県立丹沢大山自然公園に属する。
山頂からの展望は無いが、登山道の途中で時々宮ヶ瀬湖を望むことができる。主な登山口は土山峠や物見峠。